# Candy Clark
Candace June „Candy” Clark (n. 20 iunie 1947, Norman, Oklahoma, SUA) este o actriță americană și fotomodel.

## Date biografice
Candy Clark este fiica unui bucătar șef din Texas. Când avea 18 ani ca studentă se mută la New York City, unde lucrează ca fotomodel. Ea este descoperită și sprijinită de regizorul John Huston, primul ei rol ca actriță îl va juca în filmul Paradisul. Peste un an în 1973 devine cunoscută pe plan internațional cu rolul jucat în filmul American Graffiti, iar în 1974 este nominalizată pentru premiul Oscar. 
În anii 1970 trăiește împreună cu regizorul Nicolas Roeg și apoi cu actorul Jeff Bridges. A fost de două ori căsătorită, în 1988 a divorțat a doua oară.

## Filmografie
- 1972 Paradisul (Fat City), regia John Huston
- 1973 American Graffiti, regia George Lucas
- 1976 Omul care a căzut pe Pământ (The Man Who Fell to Earth), regia Nicolas Roeg
- 1978 Somnul de veci (The Big Sleep), regia Michael Winner
- 1979 More American Graffiti
- 1979 When You Comin' Back, Red Ryder?
- 1982 Q
- 1982 National Lampoon Goes to the Movies
- 1983 Blue Thunder
- 1983 Amityville 3-D
- 1985 Cat's Eye, regia Lewis Teague
- 1986 Popeye Doyle
- 1986 At Close Range
- 1988 Picătura (The Blob), regia Chuck Russell
- 1992 Buffy the Vampire Slayer
- 1994 Crime pe unde radio (Radioland Murders), regia Mel Smith
- 2000 Cherry Falls
- 2005 The Big Empty
- 2007 Zodiac, regia David Fincher
- 2008 Dog Tags
- 2009 Informatorul! (The Informant!), regia Steven Soderbergh
- 2012 Criminal Minds